# Sakou
Sakou är en ort i Burkina Faso.   Den ligger i provinsen Province du Bam och regionen Centre-Nord, i den centrala delen av landet, 110 km norr om huvudstaden Ouagadougou. Sakou ligger 348 meter över havet och antalet invånare är 1 336.
Terrängen runt Sakou är platt. Närmaste större samhälle är Kongoussi, 13,1 km öster om Sakou.
Trakten runt Sakou består i huvudsak av gräsmarker. Runt Sakou är det ganska tätbefolkat, med 134 invånare per kvadratkilometer.